# توموکو کاواکامی
توموکو کاواکامی (انگلیسی: Tomoko Kawakami; ۲۵ آوریل ۱۹۷۰ – ۹ ژوئن ۲۰۱۱) صداپیشه اهل ژاپن بود. وی بین سال‌های ۱۹۹۴ تا ۲۰۱۰ میلادی فعالیت می‌کرد.